# Thanatus oblongiusculus
Thanatus oblongiusculus là một loài nhện trong họ Philodromidae.
Loài này thuộc chi Thanatus. Thanatus oblongiusculus được Hippolyte Lucas miêu tả năm 1846.